# نینا بنر-اندرسون
نینا بنر-اندرسون (انگلیسی: Nina Benner-Anderson; ۳۰ مهٔ ۱۸۶۵ – ۲۶ مارس ۱۹۴۷) پرستار، سیاستمدار، و فعال حق رأی اهل سوئد بود.
در سال ۱۹۰۶، نینا بنر-اندرسون شاخهٔ وابسته به انجمن ملی حق رأی زنان را در شهر وستروس بنیان نهاد. او در سال ۱۹۰۹ به عضویت هیئت‌مدیرهٔ این شاخه انتخاب شد. در سال ۱۹۱۲، بنر-اندرسون به‌عنوان نخستین زن، به عضویت شورای شهر وستروس درآمد. او در سال ۱۹۱۵ یکی از نمایندگان سوئد در کنفرانس صلح زنان در لاهه بود و در دهه‌های ۱۹۲۰ و ۱۹۳۰ نیز به حمایت از آرمان صلح ادامه داد. همچنین، او در انجمن ملی آزادی‌خواهان فعالیت سیاسی داشت و برای مدتی عضو اتحادیه زنان آزادی‌خواه (Frisinnade Kvinnors Riksförbund) نیز بود.

## زندگی‌نامه
نینا آماندا کنستانتیا بنر-اندرسون در ۳۰ مهٔ ۱۸۶۵ در شهر لاندسکرونا متولد شد. پدرش کارل مگنوس آولاندر و مادرش یوهانا کارولینا نیلسون نام داشت. او بزرگ‌ترین فرزند از میان چهار خواهر و برادر بود. وقتی ده‌ساله بود، پدرش درگذشت و خانواده به لوند نقل مکان کرد. در آنجا، نینا در یک مدرسهٔ خصوصی تحصیل کرد. پس از درگذشت مادرش در هجده‌سالگی، او مسئولیت سرپرستی خواهران و برادران کوچکترش را به‌مدت سه سال برعهده گرفت. سپس به استکهلم رفت تا در مدرسهٔ پرستاری دروتنینگنس شوک‌شوکرشسکولا در فاصلهٔ ۱۸۸۶ تا ۱۸۸۷ تحصیل کند. پس از دریافت دیپلم، به‌مدت پنج سال به‌عنوان پرستار در همان مدرسه کار کرد که دو سال از آن را در کارخانهٔ «دومناروتس یِرن‌ورک» خدمت نمود.
در جریان تحصیل، نینا با مهندس گوستاف آندرسون آشنا شد و در سال ۱۸۸۳ با او ازدواج کرد. حاصل این ازدواج چهار فرزند بود. حدود سال ۱۹۰۵، این خانواده در شهر وستروس مستقر شد و نینا بنر-اندرسون به فعالیت‌های اجتماعی در حوزه‌های گوناگون از جمله جنبش حقوق زنان، پرهیز از الکل و صلح‌طلبی پیوست. در سال ۱۹۰۶، او از بنیان‌گذاران انجمن محلی حق رأی زنان (FKPR) در وستروس بود. در سال ۱۹۰۹ به عضویت هیئت‌مدیرهٔ انجمن درآمد و در سال ۱۹۱۲ به ریاست آن برگزیده شد. همان سال، او به‌عنوان نامزد اصلی زنان برای شورای شهر معرفی شد و با موفقیت به‌عنوان نخستین زن عضو شورا انتخاب گردید. در سال ۱۹۱۶، برای دور دوم نیز انتخاب شد و در همان سال به‌عنوان رئیس شاخهٔ محلی اتحادیه ملی حق رأی زنان (LKPR) برگزیده شد. پس از مرگ شوهرش در سال ۱۹۱۸، او به‌همراه فرزندانش به منطقهٔ برومّا در استکهلم نقل مکان کرد.
نینا بنر-اندرسون عمیقاً به آرمان صلح پایبند بود. او ضمن مشارکت در جنبش پرهیز از الکل «نوار سفید»، در سال ۱۹۱۲ شاخه‌ای ویژه برای فعالیت‌های صلح‌طلبانه در این چارچوب ایجاد کرد. در سال ۱۹۱۵، از سوی سوئد به کنگره صلح زنان در لاهه اعزام شد. پس از آن، به عضویت هیئت‌مدیرهٔ شاخهٔ سوئدی لیگ بین‌المللی زنان برای صلح و آزادی درآمد و تا سال ۱۹۲۲ در این جایگاه خدمت کرد. او در سال ۱۹۲۹ در کنفرانسی در فرانکفورت دربارهٔ روش‌های جنگ مدرن شرکت کرد و در سال ۱۹۳۵ از جنبش اول سپتامبر سوئد (Första September-Rörelsen) حمایت نمود.
او علاوه بر فعالیت‌های سیاسی و اجتماعی، به آموزش و آگاه‌سازی عمومی نیز اهمیت می‌داد. بنر-اندرسون در جریان سخنرانی‌ها و نشست‌های محلی و ملی، زنان را به مشارکت در امور اجتماعی و مطالبهٔ حقوقشان تشویق می‌کرد. او از جمله نخستین زنانی بود که توانستند از طریق حضور در نهادهای رسمی، دیدگاه‌های فمینیستی و صلح‌طلبانه را در بطن سیاست سوئد مطرح و نهادینه سازند.
نینا بنر-اندرسون در ۲۶ مارس ۱۹۴۷ در شهر وستروس درگذشت. او در آرامستان شرقی این شهر (Östra kyrkogården) به‌خاک سپرده شد.